# グイドバルド・ダ・モンテフェルトロ
グイドバルド・ダ・モンテフェルトロ（Guidobaldo da Montefeltro, 1472年1月17日 - 1508年4月10日）は、イタリアの傭兵隊長。ウルビーノ公。

## 人物
フェデリーコ・ダ・モンテフェルトロと妻バッティスタ・スフォルツァの子として、グッビオで生まれた。
1489年にマントヴァ侯フランチェスコ2世・ゴンザーガの妹エリザベッタと結婚した。グイドバルドの性的不能のせいで2人には子供ができないものの、エリザベッタは彼との離婚に同意しなかった。
フランス王シャルル8世が南イタリアに侵攻した際、教皇軍側について戦った。のち、ヴェネツィア共和国に雇われた。1496年、教皇軍についてブラッチャーノ近郊で戦った際、グイドバルドはオルシーニ家とヴィテッリ家に捕らえられ、同じ年のうちに解放された。
グイドバルドは、1502年にチェーザレ・ボルジア軍に攻められてウルビーノから逃れたが、その翌年にチェーザレの父ローマ教皇アレクサンデル6世が崩御してチェーザレが失脚すると、ウルビーノへ舞い戻った。子供のないグイドバルドは、姉ジョヴァンナの子で教皇ユリウス2世の甥にあたるデッラ・ローヴェレ家のフランチェスコ・マリーアを養子にした。
ウルビーノの宮廷は、当時イタリアで最も洗練された華やかな宮廷の一つといわれていた。宮廷の様子を記したバルダッサーレ・カスティリオーネや、ポリドレ・ヴェルギルらがグイドバルド夫妻のもとで働き、ラファエロもよく出入りした。数学者・修道士のルカ・パチョーリはグイドバルドの父フェデリーコの旧友であり、グイドバルド自身もパチョーリを支援した。グイドバルドは商業が国の繁栄に重要であることを理解し、パチョーリには会計の教育も勧めた。このためパチョーリの著書『スムマ』の冒頭には、ウルビーノ公への献辞がある。
グイドバルドはフォッソンブローネでペラグラのため、36歳で若死にし、あとをフランチェスコ・マリーアが継いだ。